# Palacio Episcopal de Albacete
El Palacio Episcopal de Albacete es un edificio modernista de estilo historicista de la ciudad española de Albacete ubicado en el centro de la capital.
Edificado a mediados del siglo XX, fue inaugurado oficialmente el 18 de junio de 1952. Es la sede de la diócesis de Albacete y la residencia oficial del obispo de Albacete.
Se levanta en la calle Salamanca, muy próximo a la plaza del Altozano. Es asimismo la sede del Archivo Histórico Diocesano de Albacete.
Se trata de un edificio de estructura adintelada organizado en tres alturas, simétrico en torno a la parte central, más desarrollada con una gran puerta inferior sobre la que se encuentra un gran mirador que se proyecta hacia el exterior; el mirador está flanqueado por dos balconadas a los lados.